# O Homem Elefante
O Homem Elefante(em inglês:  The Elephant Man) é um filme britano-estadunidense de 1980, do gênero drama histórico-biográfico, dirigido por David Lynch, com roteiro de Christopher De Vore, Eric Bergren e do próprio Lynch baseado nos livros The Elephant Man and Other Reminiscences, de Frederick Treves (médico que tratou de Merrick), e The Elephant Man: A Study in Human Dignity, do antropólogo Ashley Montagu, por sua vez inspirados na história real de Joseph Merrick (que no filme é chamado de John Merrick), cuja doença deformou 90% de seu corpo e que viveu no final do século XIX em Londres.
O filme foi estrelado por John Hurt, Anthony Hopkins, Anne Bancroft, John Gielgud, Wendy Hiller, Michael Elphick, Hannah Gordon e Freddie Jones. Foi produzido por Jonathan Sanger e Mel Brooks, sendo que o segundo foi intencionalmente deixado de fora dos créditos iniciais para se evitar que o público pensasse que o filme fosse uma comédia, uma vez que Brooks é mais conhecido por trabalhar nesse gênero.
The Elephant Man foi um sucesso crítico e comercial, recebendo oito indicações ao Óscar, incluindo Melhor Filme, Melhor Diretor, Melhor Roteiro Adaptado e Melhor Ator, mas não venceu nenhum. Depois de receber críticas generalizadas por não honrar a produção com nenhuma estatueta, a Academia de Artes e Ciências Cinematográficas decidiu criar a categoria de Melhor Maquiagem já para a edição seguinte, uma vez que The Elephant Man recebeu inúmeros elogios pelo trabalho do maquiador Christopher Tucker para o rosto de John Merrick. O filme ganhou os prêmios BAFTA nas categorias de Melhor Filme, Melhor Ator e Melhor Desenho de Produção, sendo também indicado a vários Globos de Ouro. Também venceu o prêmio francês César na categoria de Melhor Filme Estrangeiro.
Em Portugal, o filme estreou a 22 de maio de 1981 (sob distribuição da Sociedade Importadora de Filmes (SIF)). No Brasil, o filme foi lançado a 28 de junho de 1981 (sob distribuição da Cinema International Corporation (CIC)).

## Enredo
Durante o final do século XIX em plena era vitoriana, o Doutor Frederick Treves, cirurgião do Royal London Hospital, encontra John Merrick em um espetáculo de aberrações circense onde ele é apresentado como "O Homem-Elefante", sendo mantido pelo Sr. Bytes, um animador de circo alcoólico e sádico. Sua cabeça é mantida encapuzada e seu "dono", que o vê como deficiente intelectual, é pago por Treves para levá-lo ao hospital onde o médico trabalha para exibir Marrick em uma palestra no local. Treves apresenta Merrick aos seus colegas e destaca seu crânio monstruoso, que o força a dormir com a cabeça entre os joelhos, já que se ele se deitasse normalmente poderia morrer asfixiado. Em seu retorno para o beco de Bytes localizado no East End em Londres, Merrick é violentamente espancado pelo seu ganancioso dono, forçando o sádico animador a contatar Treves novamente para socorrer medicamente a criatura. Treves, então, leva John Merrick de volta ao hospital.
John é cuidado pela Sra. Mothershead, a enfermeira-chefe do hospital e pelas suas ajudantes na enfermaria que, inicialmente, demonstram ter medo da aparência de Merrick. O diretor da clínica, Sr. Francis Carr-Gomm, é contra a internação de Merrick, já que o hospital não aceita "incuráveis". Para tentar provar que Merrick pode fazer progressos, Treves ensina-o a dizer algumas frases para uma posterior conversa com o diretor Carr-Gomm, mas durante esta o diretor percebe que Merrick não sabe dizer absolutamente nada e nota que Merrick apenas decorou algumas palavras ensinadas pelo Dr. Treves; Carr-Gomm presume que o pobre doente deve deixar o hospital, mas ao deixar o quarto Merrick começa a recitar o Salmo 23, continuando além da parte que Treves havia lhe ensinado previamente. Merrick então finalmente diz a Treves e a Carr-Gomm que, além de saber falar, também sabe ler e que já havia memorizado o Salmo 23 pois lia a Bíblia todos os dias e diz que aquele é o seu versículo favorito. Carr-Gomm repensa suas considerações e permite que Merrick fique; Merrick passa seu tempo no hospital praticando bons modos com Treves e construindo uma réplica em maquete de uma catedral que ele vê de sua janela em seu quarto.
Merrick é convidado a tomar chá com Treves e sua mulher, ele fica tão impressionado com a gentileza do casal que mostra a foto de sua mãe a eles. Ele acredita que deve ter sido uma "decepção" para sua mãe, mas conclui que ela poderia se orgulhar de vê-lo com "amáveis amigos". Merrick começa a receber diversas visitas em seu quarto no hospital, incluindo a atriz Madge Kendal, que atua em uma peça sobre Romeu e Julieta de Shakespeare. Merrick rapidamente se torna um objeto de curiosidade para a alta sociedade e a Sra. Mothershead manifesta preocupação de que ele ainda esteja sendo exibido como uma aberração. Treves começa a questionar a moralidade de suas ações. Enquanto isso, um vigia noturno do hospital chamado Jim começa a cobrar dinheiro para os moradores locais em troca de "visitas escondidas" para verem o "Homem-Elefante" à noite.
A questão da residência de Merrick é contestada em uma reunião do conselho do hospital, mas ele tem a garantia de internação permanente por ordem da própria Rainha Vitória do Reino Unido, que envia uma mensagem através de sua nora Alexandra que vai até a clínica notificar os dirigentes do local. No entanto, Merrick é logo sequestrado por Bytes durante uma das apresentações noturnas sorrateiras de Jim. Bytes deixa a Inglaterra e leva Merrick consigo utilizando-o mais uma vez como um show de aberração. Uma testemunha relata Treves. Treves descobre as atividades maliciosas de Jim e o confronta numa briga no hospital questionando-o onde Merrick está, mas Jim diz não saber sobre o destino dele, Mothershead acaba demitindo o vigia.
Durante uma de suas apresentações forçadas em algum lugar na Bélgica, John Merrick desmaia causando fúria em Bytes que lhe desfere diversos golpes, mesmo estando desacordado; posteriormente naquela noite Bytes embebeda-se e tranca John em uma gaiola para deixá-lo morrer, mas Merrick é solto por outras "criaturas" do show de horrores que se conscientizaram de sua deplorável situação. Merrick é levado por eles até um porto onde um navio irá partir para a Inglaterra e ele embarca para retornar ao seu país de origem. Chegando em Londres trajando seu capuz, John sofre ataques de crianças dentro da Estação de Liverpool-Street e derruba acidentalmente uma pequena menina causando revolta nos transeuntes; em meio à confusão seu capuz é retirado por um dos revoltosos, ele é perseguido pela multidão até ser encurralado dentro do banheiro masculino da estação. Acuado, Merrick grita: "Eu não sou um elefante! Eu não sou um animal! Eu sou um ser humano! Eu sou um homem!" antes de desmaiar; alguns policiais chegam e, ao reconhecerem Merrick, eles o levam de volta ao hospital onde é recebido por Treves.
Algum tempo depois John recupera parte de sua saúde, mas está cada vez mais sofrendo de doença pulmonar obstrutiva crônica. Treves e Mothershead levam Merrick para ver um dos shows da Sra. Kendal no teatro com a atriz dedicando a performance da noite a Merrick, que é homenageado e ovacionado de pé pela plateia; de volta ao hospital, Merrick agradece Treves por tudo que ele fez e se despede dele. Sozinho em seu quarto, Merrick termina seu modelo de maquete da catedral que estava construindo; ele então se deita de costas na cama, imitando uma criança dormindo em uma foto na parede de seu quarto e falece durante o sono. O filme se encerra com Merrick tendo uma visão de sua mãe como se ela o estivesse consolando e recitando o poema "Nothing Will Die" ("Nada morrerá") do poeta Alfred Tennyson.

## Elenco
- John Hurt como John Merrick, um homem inteligente, amigável e de bom coração, mas que é temido pela maioria das pessoas da sociedade por causa de sua grave deformidade
- Anthony Hopkins como Dr. Frederick "Freddie" Treves, o médico que tira John do show de horrores para ser cuidado no hospital
- Anne Bancroft como Sra. Kendal, a renomada atriz de teatro que se encanta com a gentileza de John, transformando-se em uma grande amiga dele
- John Gielgud como Sr. Francis Carr-Gomm, o diretor do Royal London Hospital
- Wendy Hiller como Sra Mothershead, enfermeira-chefe do hospital
- Freddie Jones como Sr. Bytes, o animador de circo responsável por apresentar John Merrick em seu show de horrores
- Dexter Fletcher como o menino que ajuda o Sr. Bytes em suas apresentações
- Michael Elphick como Jim, o vigia noturno do hospital que cobra dinheiro de pessoas para visitarem de forma escondida John Merrick durante seu expediente
- Hannah Gordon como Ann Treves, esposa de Frederick Treves que recepciona John Merrick durante um chá da tarde em sua casa
- Helen Ryan como a Princesa Alexandra da Dinamarca, responsável por comunicar a decisão da Rainha aos diretores do Royal London Hospital de que Merrick deve permanecer no local
- John Standing como Dr. Fox, assistente cirúrgico de Treves
- Lesley Dunlop como Nora, uma das enfermeiras assistentes de Mothershead e que tem medo da aparência de John
- Morgan Sheppard como um dos homens que pede a Jim para ver "O Homem Elefante" no bar
- Kenny Baker como o anão do show de horrores que solta John Merrick da gaiola e o leva para o porto onde Merrick regressa em um navio para a Inglaterra
- Phoebe Nicholls como a mãe de John Merrick que aparece na pequena fotografia que ele carrega sempre consigo e no fim do filme recitando "Nothing Will Die"

## Produção
Jonathan Sanger, produtor do filme, resolveu investir no roteiro dos escritores Christopher Devore e Eric Bergen depois de lê-lo. Sanger trabalhava como diretor-assistente de Mel Brooks em High Anxiety. Sanger mostrou a Brooks o roteiro que, após ser lido por ele, foi financiado posteriormente através de sua nova produtora Brooksfilms. O assistente pessoal de Brooks, Stuart Cornfeld, sugeriu David Lynch para a direção a Jonathan Sanger.
Após se conhecerem, David Lynch e Jonathan Sanger compartilharam entre si os dois scripts em que eles estavam trabalhando (The Elephant Man de Sanger e Ronnie Rocket de Lynch). Lynch disse a Sanger que ele adoraria dirigir o roteiro depois de lê-lo e Sanger concordou depois de conhecer melhor as ideias de David. No entanto, Brooks não tinha ouvido falar de David Lynch na época. Sanger e Cornfeld montaram uma exibição de Eraserhead em uma sala de projeção na sede da 20th Century Fox para Brooks assistir; após ver o filme Brooks aprovou-o e permitiu que Lynch dirigisse The Elephant Man. O próprio Brooks pediu que seu nome não constasse nos créditos iniciais do filme para evitar que o público pensasse que o longa seria uma comédia.[carece de fontes?]
O orçamento total do filme foi de cinco milhões de dólares, sendo que quatro milhões foram bancados por Fred Silverman. A quantia restante veio da empresa inglesa EMI Films. O longa foi filmado em preto e branco por decisão de Mel Brooks.
Para o seu segundo longa e primeiro filme de estúdio, embora financiado independentemente, David Lynch realizou também a direção musical. Lynch também tentou criar a maquiagem para o rosto de John Merrick, mas não teve o resultado esperado;[carece de fontes?] coube a Christopher Tucker realizar a função. A maquiagem da cabeça de Merrick foi projetada diretamente a partir de moldes do corpo do próprio John, que haviam sido mantidos guardados num setor privado do Royal London Hospital. A maquiagem levava de sete a oito horas para ser finalizada e colocada em John Hurt em cada gravação diária e duas horas para ser desfeita e retirada do ator de forma delicada. Por conta disso, John Hurt chegava no set às 5 da manhã e só gravava suas cenas apenas por volta do meio-dia até às 10 da noite. Certa vez, após suas primeiras atuações com a máscara que simulava a deformidade facial de John Merrick, Hurt chegou a reclamar com sua esposa dizendo: "Acho que eles finalmente conseguiram me fazer odiar o trabalho".
Por causa desse empecilho, Hurt teve que gravar em dias alternados.[carece de fontes?] Lynch originalmente queria que Jack Nance interpretasse o personagem-título, "mas isso não estava no plano da equipe de produção", segundo o próprio Lynch; o papel foi para John Hurt depois que Brooks, Lynch e Sanger assistiram seu desempenho em The Naked Civil Servant onde John atuou como Quentin Crisp.
À seu próprio estilo, Lynch filmou o longa com sequências surrealistas centradas em torno da mãe de Merrick e sua morte. Lynch usou "Adagio for Strings", de Samuel Barber, para cenas no fim do filme (que mostram a morte de Merrick). O compositor da trilha sonora do filme, John Morris, argumentou contra o uso da música dizendo: "Esta canção será usada repetidas vezes no futuro... E toda vez que for usada em um filme, isso diminuirá o efeito da cena onde ela será tocada".

## Recepção

### Crítica
O Homem Elefante foi recebido com aclamação da crítica. No Rotten Tomatoes, o filme tem uma classificação de 90%, com base em 42 avaliações e com uma pontuação média de 8,4/10. O consenso do site diz: "O segundo recurso relativamente direto de David Lynch encontra uma síntese admirável de compaixão e contenção no tratamento de seu tema e apresenta performances notáveis de John Hurt e Anthony Hopkins."
Vincent Canby escreveu: "O Sr. Hurt é realmente notável. Não deve ter sido fácil atuar com uma máscara tão pesada... A produção física é linda, especialmente a fotografia em preto e branco de Freddie Francis".
Um pequeno número de críticos foi menos receptivo ao filme. Roger Ebert deu-lhe 2 de 4 estrelas, escrevendo: "Fiquei me perguntando o que o filme estava realmente tentando dizer sobre a condição humana, como refletido por John Merrick [...]". No livro The Spectacle of Deformity: Freak Shows and Modern British Culture Nadja Durbach descreve o trabalho como "muito mais maçante e moralizante do que se esperaria do principal cineasta surrealista pós-moderno" e "vergonhosamente sentimental"; ela culpou essa indiferença pelo uso das memórias de Treves como material de origem para o enredo.
The Elephant Man desde então tem sido classificado como um dos melhores filmes da década de 1980 como numa eleição da revista Time Out, onde ficou em 19º lugar, e na revista Paste, onde ficou em 56º. A produção também recebeu cinco votos positivos na revista Sight & Sound em 2012.

### Premiações e honrarias
The Elephant Man foi indicado para oito Óscars, empatando com Raging Bull em indicações durante a 53ª cerimônia de premiação da Academia nas categorias de melhor filme, melhor ator principal (John Hurt), melhor direção de arte (Stuart Craig, Robert Cartwright e Hugh Scaife), melhor figurino, melhor diretor (David Lynch), melhor edição (Anne V. Coates), melhor trilha sonora e melhor roteiro adaptado. No entanto, não ganhou nenhum.
Alguns especialistas e críticos de cinema ficaram decepcionados com o fato do filme não ter sido premiado por sua maquiagem quando a Academia anunciou suas indicações na época. Uma carta de protesto foi enviada ao Conselho de Governadores da Academia para pedir ao filme um prêmio honorário. A Academia recusou, mas em resposta às críticas, ela decidiu criar aos maquiadores sua própria categoria. Um ano depois, o Oscar de melhor maquiagem e penteados foi introduzido na cerimônia com Um Lobisomem Americano em Londres sendo o primeiro premiado.
Ganhou os Prêmios BAFTA de melhor filme, melhor ator (John Hurt) e melhor desenho de produção, além de ser indicado à outros prêmios na mesma cerimônia como melhor diretor, melhor roteiro, melhor cinematografia e melhor edição.
O filme também foi nomeado em 2005 pelo American Film Institute para entrar na lista AFI's 100 Years...100 Movie Quotes (que lista as 100 melhores citações em filmes americanos) com a frase "I am not an animal! I am a human being. I am a man." dita por John Merrick quando este é cercado pelos curiosos no banheiro masculino na estação de trem de Londres.

## Mídia doméstica
Houve muitos lançamentos do filme em VHS, Betamax, CED, LaserDisc e DVD; a versão lançada em DVD possui bônus que incluem o trailer do filme, galeria de fotos, filmografias de David Lynch, Anthony Hopkins, John Hurt e Anne Bancroft, além de um pequeno documentário sobre a verdadeira história de Joseph Merrick chamado The Real Elephant Man (O Verdadeiro Homem Elefante), sendo lançada em 2006 pela Universal Home Entertainment e StudioCanal.

## Trilha sonora
A partitura musical de The Elephant Man foi composta e conduzida por John Morris e foi tocada pela National Philharmonic Orchestra. Em 1980, a 20th Century Fox Records publicou a trilha sonora original deste filme nos formatos LP e cassete nos Estados Unidos. A capa do álbum apresenta o personagem John Merrick utilizando seu capuz assim como o cartaz teatral do filme.
Em 1994 a trilha sonora foi lançada em CD pela gravadora Milan Records, empresa especializada em álbuns de trilhas sonoras de filmes.

### Lista de faixas do lançamento em LP nos Estados Unidos
Lado um
1. "The Elephant Man Theme" - 3:46
2. "Dr. Treves Visits the Freak Show and Elephant Man" - 4:08
3. "John Merrick and Psalm" - 1:17
4. "John Merrick and Mrs. Kendal" - 2:03
5. "The Nightmare" - 4:39

Lado dois
1. "Mrs. Kendal's Theater and Poetry Reading" - 1:58
2. "The Belgian Circus Episode" - 3:00
3. "Train Station" - 1:35
4. "Pantomime" - 2:20
5. "Adagio for Strings" - 5:52
6. "Recapitulation" - 5:35

## Influências culturais
O ex-baixista da banda The Jam Bruce Foxton inspirou-se fortemente no filme e escreveu a canção Freak, com a capa do single fazendo referência ao filme.
O ator Bradley Cooper afirmou ter assistido o filme com seu pai quando era criança e que a produção teria lhe inspirado a ser ator. Cooper interpretou o personagem num show da Broadway em 2013.
O apresentador de TV britânico Karl Pilkington costuma citar O Homem Elefante como seu filme favorito. O amor de Pilkington pelo filme trouxe muitos novos recursos para suas várias podcasts e seus programas de rádio.